# 長く短い祭/神様、仏様
「長く短い祭／神様、仏様」（ながくみじかいまつり／かみさま、ほとけさま）は、2015年8月5日にEMI Recordsより初回完全限定生産で発売された日本のシンガーソングライター・椎名林檎による16枚目のシングル。デジタル・ダウンロードでは同年7月10日に「長く短い祭」の先行トラック配信が始まるとiTunes週間ソングチャートで1位（7月27日-8月2日）を獲得し、7月31日からはバンドル配信も開始された。

## 概要
収録曲はいずれも大型タイアップ付きで、「長く短い祭」は「コカ・コーラ」の2015年サマーキャンペーンCMソング、「神様、仏様」は自身も出演したauのLG製スマートフォン「isai vivid」のCMソングとして書き下ろされた。「長く短い祭」は東京事変のギタリストである浮雲とのデュエット曲で、オートチューンのかかったふたりの歌声が管楽器と鍵盤と絡み合う、ブラジル音楽の要素を取り入れたダンスチューンになっている。「神様、仏様」には椎名が予てからファンであるZAZEN BOYSの向井秀徳がラップで参加している。ジャケットのアートワークは収録曲のイメージに起因した日本を代表する夏祭り「青森ねぶた祭」からの着想で、2014年開催の同祭において最優秀制作者賞と知事賞を受賞した竹浪比呂央が制作した、青森菱友会の「大間の天妃神 千里眼と哪吒（ナタ）」の写真が用いられている。
桑田佳祐（サザンオールスターズ）は「長く短い祭」を自身のラジオ番組『桑田佳祐のやさしい夜遊び』内の企画「桑田佳祐が選ぶ2015年邦楽シングルBEST20」で絶賛した。
2025年5月現在「長く短い祭」はレコード協会のダウンロード認定でプラチナ（25万以上のダウンロード）、ストリーミング認定でプラチナ（1億回以上の再生回数）に認定されている。

## ミュージック・ビデオ
ミュージック・ビデオの監督は、「長く短い祭」、「神様、仏様」ともに児玉裕一が務めた。
「長く短い祭」では浮雲（ex.東京事変、ペトロールズ）とのデュエット・シーンに加え、“女の盛り”になぞらえて作り上げられた楽曲と連動する映像が展開され、ヒロインの焦燥感が次第に高まってゆく様子が描かれる。
一方の「神様、仏様」では、実際に楽曲のレコーディングに参加した演奏家たちが和装でパフォーマンスする姿や“百鬼夜行”を演じる様子が映し出される。また、ミュージック・ビデオの音源ではCD版のアウトロの後に更にコーダが付け加えられている。
両ミュージック・ビデオは、バンドル配信にあわせて7月31日からYouTubeチャンネルなどにてフル・バージョンが公開された。

## 収録曲
| 全作曲: 椎名林檎、全編曲: 椎名林檎、村田陽一。 |                |                   |            |      |
| #                                              | タイトル       | 作詞              | 作曲・編曲 | 時間 |
| 1.                                             | 「長く短い祭」 | 椎名林檎          | 椎名林檎   | 4:09 |
| 2.                                             | 「神様、仏様」 | 椎名林檎 向井秀徳 | 椎名林檎   | 3:39 |
| 合計時間:                                      | 合計時間:      | 合計時間:         | 7:48       |      |

## 演奏
長く短い祭
- drums：玉田豊夢
- bass：鳥越啓介
- wurlitzer & piano：ヒイズミマサユ機
- trumpet：西村浩二、菅坡雅彦
- trombone：村田陽一
- percussion：MATARO
- vox：浮雲
- digital programming：椎名林檎

神様、仏様
- drums：玉田豊夢
- bass：鳥越啓介
- clavinet：ヒイズミマサユ機
- guitar, sitar & vox：浮雲
- trumpet：西村浩二、菅坡雅彦
- trombone：村田陽一
- tenor sax & flute：山本拓夫
- tabla：ユザーン
- vox：向井秀徳

## 発売日一覧
| 国   | 発売日        | 形式                   | 発売元                   | 規格品番   |
| ---- | ------------- | ---------------------- | ------------------------ | ---------- |
| 日本 | 2015年7月31日 | デジタル・ダウンロード | ユニバーサルミュージック |            |
| 日本 | 2015年8月5日  | シングル               | ユニバーサルミュージック | UPCH-89233 |

## タイアップ
- 長く短い祭『コカ・コーラ TVCM 「夏を変えよう」篇』（2015年）
- 神様、仏様『au isai vivid TVCM 「横切るisai」篇』（2015年）